# 웰링버러구

웰링버러구의 위치

웰링버러구(영어: Borough of Wellingborough)는 잉글랜드 노샘프턴셔주에 위치한 비도시 자치구로 중심 도시는 웰링버러이며 인구는 76,446명(2014년 기준), 면적은 163.0km2이다.